# Arthur Miller
Arthur Miller Asher (17 tháng 10 năm 1915 - 10 tháng 2 năm 2005) là một biên kịch, nhà văn người Mỹ và nhân vật nổi bật trên sân khấu Mỹ trong thế kỷ 20. Các vở kịch nổi tiếng của ông là All My Sons (1947), Death of a Salesman (1949), The Crucible (1953) và A View from the Bridge (1955, sửa đổi năm 1956). Ông cũng đã viết kịch bản cho bộ phim The Misfits (1961).
Miller nổi bật trước công chúng, đặc biệt là trong những năm cuối thập niên 1940, thập niên 1950 và đầu những năm 1960. Trong thời gian này, ông đã được trao giải Pulitzer cho kịch bản; điều trần trước Ủy ban hoạt động Un-American House; và đã kết hôn với ngôi sao điện ảnh Marilyn Monroe. Ông nhận được giải thưởng Prince of Asturias trong năm 2002 và giải thưởng Jerusalem vào năm 2003.